# Ребекка Скоун
Ребекка Скоун  (англ. Rebecca Scown, 10 серпня 1983) — новозеландська веслувальниця, олімпійська медалістка.
Освіту здобув в Університеті Отаго.

## Виступи на Олімпіадах
| Олімпіада   | Дисципліна                      | Місце |
| ----------- | ------------------------------- | ----- |
| Лондон 2012 | двійка розстібна без стернового | 3     |